# فريتز بيرغر
فريتز بيرغر (بالبولندية: Fritz Antek Berger؛ بالألمانية: Fritz Antek Berger) هو ضابط ألماني وبولندي، ولد في 15 أبريل 1900 في أولشتين في بولندا، وتوفي في 27 يونيو 1973 في بيلفلد في ألمانيا.